# Pseudoeurycea gadovii
La salamandra o tlaconete del pico de Orizaba  (Pseudoeurycea gadovii) es una especie de anfibio caudado de la familia Plethodontidae. Es endémica de México.

## Clasificación y descripción de la especie
Es una salamandra de la familia Plethodontidae del orden Caudata. Es de talla mediana y cuerpo robusto, alcanza una longitud de . Las extremidades son cortas. Posee una serie pareada de pequeñas manchas de color amarillo en el dorso, y una serie en los costados1.

## Distribución de la especie
Endémica de México, tiene una distribución discontinua en los estados de Tlaxcala, Puebla y Veracruz2. Vive en los volcanes de La Malinche en Puebla y en el Pico de Orizaba en el límite entre los estados de Puebla y Veracruz1.

## Ambiente terrestre
Vive entre 2,250 y s n m en áreas cubiertas con bosques de pino, bosques de Oyamel y pastizal alpino2. Sus hábitats naturales incluyen montanos húmedos y praderas tropicales o subtropicales a gran altitud.

## Estado de conservación
Se considera como sujeta a protección especial (Norma Oficial Mexicana 059) y en peligro en la lista roja de la UICN. Está amenazada de extinción debido a la destrucción de su hábitat.